# Monumento a la Paz (Pamplona)
El Monumento a la Paz es un conjunto escultórico situado en el Segundo Ensanche de Pamplona, capital de Navarra. Es obra del artista navarro Rafael Bartolozzi.

## Ubicación: la Plaza de la Paz
Está en el centro de la llamada Plaza de la Paz, situada en el cruce de la calle Yanguas Miranda, la avenida del Ejército y la avenida Conde Oliveto. Está rodeada por emblemáticos edificios como el que fue sede de Caja de Ahorros Municipal de Pamplona (CAMP), el edificio de la antigua estación de autobuses de Pamplona y el edificio de oficinas del Servicio Navarro de Salud (Osasunbidea) en Pamplona. Está a pocos metros de la nueva Estación de Autobuses, el Palacio de Congresos y Auditorio de Navarra, más conocido como Baluarte, y el edificio de los grandes almacenes de El Corte Inglés.

## Historia
El 15 de marzo de 1986 se comunica el acuerdo alcanzado entre el Ayuntamiento de Pamplona, la CAMP y el artista Rafael Lozano Bartolozzi. El acuerdo abarcaba varios aspectos como era la creación de una nueva plaza en este punto de intersección de vías de alto nivel de tráfico, la creación de una sala de exposiciones y conferencias en la parte baja del edificio bancario y la creación de un conjunto escultórico conmemorativo. Sobre un presupuesto de unos 15 millones de la CAMP aportaba 12 y el consistorio el resto.
Se colocaron las esculturas de Rafael Bartolozzi el 5 de febrero de 1987 junto con las cinco farolas, de 8 m de altura, que presentaban cada una un diseño a modo de txistu. Esto motivo de inmediato que fuera popularmente llamada la plaza de los txistus. Entre los elementos arquitectónicos colocados entonces estaba una cornisa color azul añil, de fibra de vidrio, de 32 m de longitud que, a 12 m del suelo cruzaba de lado a lado la vía nexo de unión entre la Avenida de Conde de Oliveto y la Avenida del Ejército. Fue retirada nueve años después.
El 14 de febrero de 1987 ya se habían vandalizado las esculturas con pintadas injuriosas al entonces alcalde de Pamplona, Julián Balduz. Tal reacción provocó el enfado del autor, Rafael Bartolozzi.
Se tardarían dos años más en celebrar la inauguración, el domingo 4 de junio de 1989, tras la firma del Acuerdo por la Paz y la Tolerancia suscrito por la mayor parte de los partidos políticos de Navarra el 7 de octubre de 1988. El acto fue revestido de gran solemnidad con la interpretación del Himno de Navarra y la asistencia de autoridades y numeroso público. Para entonces ya era alcalde Javier Chourraut y el presidente del Gobierno Foral era Gabriel Urralburu. Previamente a este acto, en acuerdo municipal, se había tomado la decisión de llamar así al lugar: Plaza de la Paz.
Este proyecto de la Plaza de la Paz que, había previsto la instalación de unas fuentes, «se quedó sin terminar por estériles polémicas corporativistas y de cambios políticos municipales, luego [fue] remodelada por él mismo [Rafael Bartolozzi] el año 2001.» Inicialmente, y en consonancia al recorrido hacia el interior de la ciudad, con el conjunto se trasladaba la idea de «una gran puerta de entrada a la ciudad» donde se había diseñado instalar unas cortinas de agua, que deberían haber vertido desde la parte inferior de las columnas, en armonía con las dos fuentes situadas más adelante de la misma vía: en la Plaza Príncipe de Viana y la Plaza de Merindades.

## Descripción
El conjunto está realizada en mármol blanco de Carrara, hormigón armado, acero pintado y acero inoxidable.
Los elementos del conjunto están repartidos sobre dos isletas ajardinadas que funcionan a modo de media rotonda, una en cada lado. Está formado por dos figuras sobre sendos zócalos rectangulares que logran en cada una una altura de 3 m. Cada una está colocada a un lado de la vía, junto a su respectiva columna de 12 m sobre la que reposaba una cornisa azul que años más tarde fue quitada. En la parte superior de cada columna se apoyan sendos capiteles, dos cubos de acero inoxidable, de 2 m de arista, en cuyas caras está escrita la palabra Paz en ocho lenguas distintas: español, euskera, inglés, latín, en un lado, alemán, árabe, francés y japonés, en el otro.
Respecto a las figuras humanas para el autor son «los dos grandes protagonistas, las esculturas que representan un hombre y una mujer de mármol de Carrara, con estética deconstruida de surrealistas mutilaciones y símbolos oximorianos. Ambas remiten a figuras de la tierra, el hombre como levantador de piedra –deporte vasco-, la mujer como recuperación de la mitología clásica y sus significados, también en los orígenes navarros.»
Según explicaba el autor «planteó su intervención escultórica de Pamplona condicionado por su enclave. Su combinación se centró en el juego de elementos tradicionales arquitectónicos, escultóricos y pequeñas fuentes con otros nuevos en colorido y materiales con el fin de remover el urbanismo ciudadano, añadiendo la simbología del elemento folclórico (como es el txistu). Con su proyecto buscó decididamente la ruptura y se situó en línea con el trabajo desarrollado por sus padres, los pintores Pedro Lozano de Sotés y Francis Bartolozzi, en cuanto al arte aplicado se refiere.»

El conjunto monumental
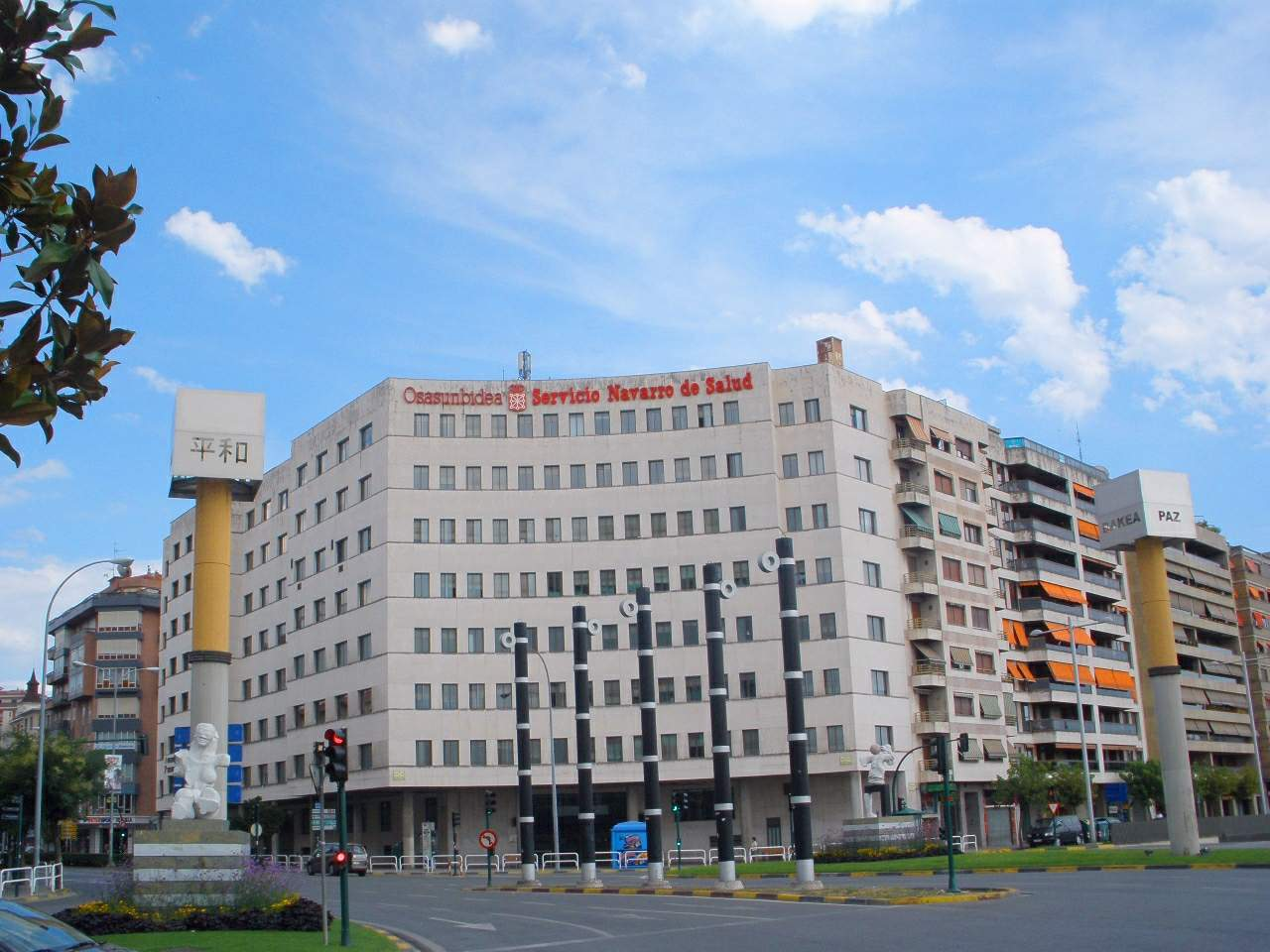
Vista de conjunto
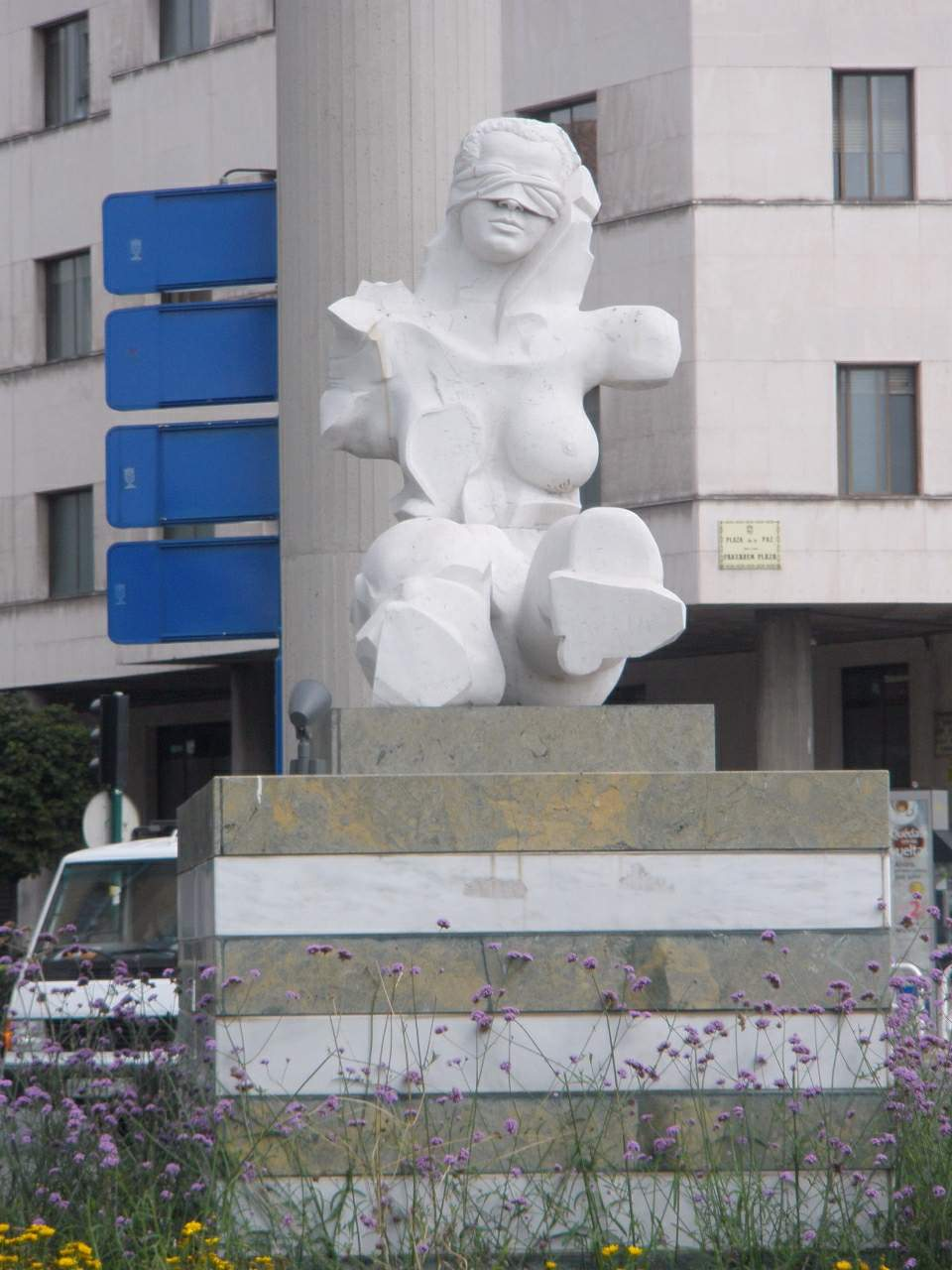
Alegoría de la mujer navarra.
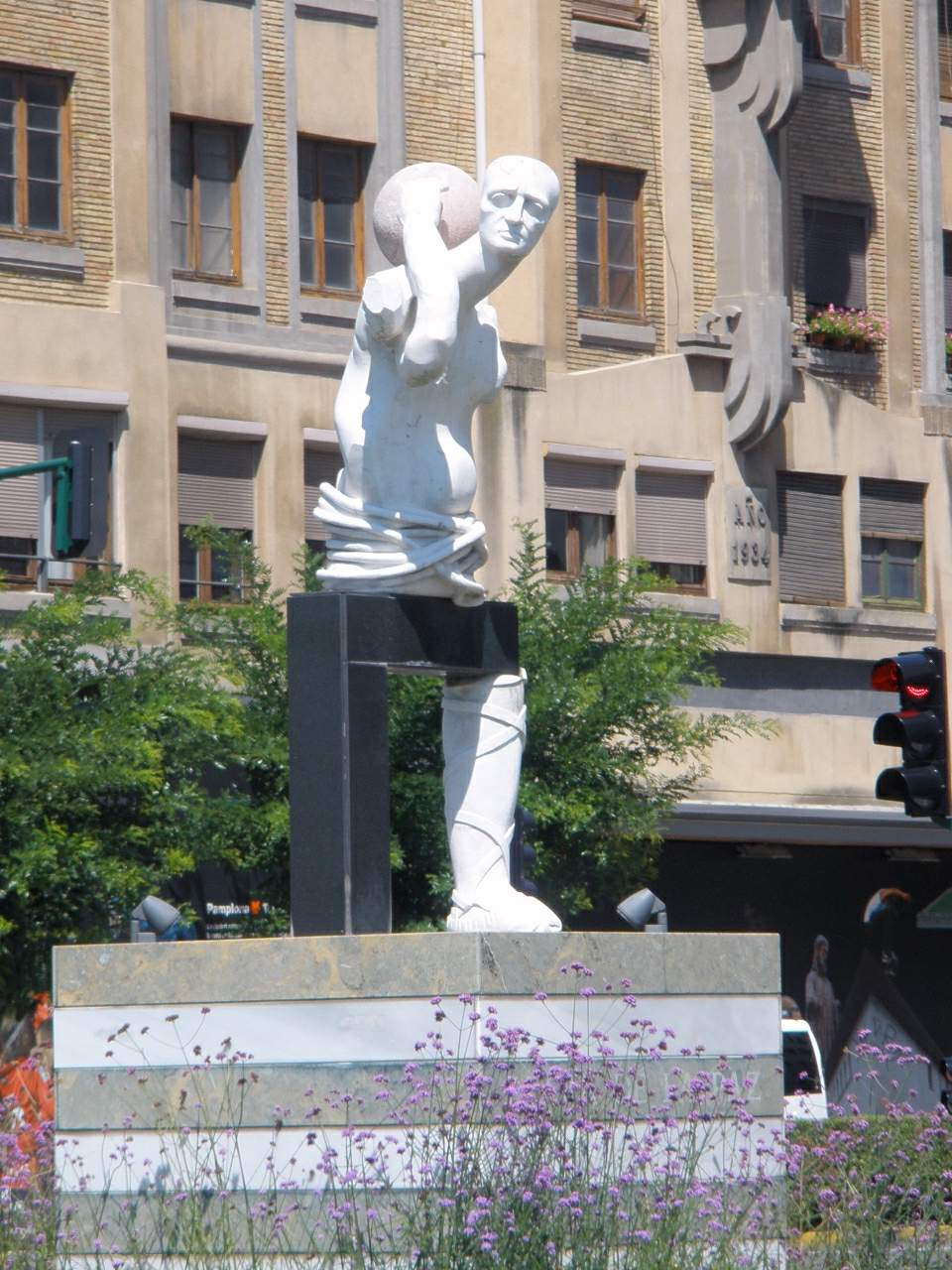
Alegoría del hombre navarro.